# Lijst van golfbanen in Noorwegen
Noorwegen heeft ongeveer 5.000.000 inwoners, hiervan zijn er 125.000 lid van een golfclub. Er zijn in 2014 zestig golfclubs met 18 of meer holes, en er zijn ongeveer negentig 9-holes golfbanen. De lijst hieronder is niet volledig.
Een probleem in Noorwegen is het klimaat, veel clubs zijn alleen in de zomermaanden geopend.
Tot enkel jaren geleden waren er geen Noorse spelers die op de Europese Challenge Tour speelden. Eirik Tage Johansen speelde in 2007 als eerste Noor op de Europese PGA Tour. Knut Børsheim werd in 2011 professional en speelde in 2012 op het KLM Open.

## Lijst van golfbanen in Noorwegen

### 36 holes
- Haga Golfklubb

### 27 holes
- Arendal & Omegn Golfklubb
- Askim Golfklubb
- Aurskog-Finstadbru Golfklubb
- Bærum Golfklubb
- Borre Golfklubb
- Byneset Golfklubb
- Holtsmark Golfklubb
- Kjekstad Golfklubb
- Kvinesdal Golfklubb (open april-november)
- Larvik Golfklubb
- Losby Golfklubb
- Mørk Golfklubb, 33 holes
- Vestfold Golfklubb

### 18 holes
- Ålesund Golfklubb
- Asker Golfklubb
- Atlungstad Golfklubb
- Bjaavann Golfklubb-Kristiansand
- Borregaard Golfklubb
- Drammen Golfklubb
- Drøbak Golfklubb
- Elverum Golfklubb
- Fana Golfklubb
- Grenland Golfklubb
- Hakadal Golfklubb
- Halden Golfklubb
- Hauger Golfklubb
- Haugaland Golfklubb
- Hof Golfklubb
- Kongsvinger Golfklubb
- Kongsberg Golfklubb
- Kragerø Golfklubb, 24 holes (hoogste greenfee)
- Krokhol Golfklubb
- Lofoten Golf Links
- Meland Golfklubb (Bill Clinton heeft hier gespeeld)
- Miklagard Golf, 24 holes
- Mjøsen Golfklubb
- Moss & Rygge Golfklubb
- Narvik Golfklubb
- Nes Golfklubb 09
- Nordvegen Golfklubb
- Norsjø Golfpark
- Nøtterøy Golfbane
- Nøtterøy Golfklubb
- Onsøy Golfklubb
- Oppegård Golfklubb
- Oslo Golfklubb, Oslo
- Østmarka Golfklubb
- Oustøen Country Club
- Sandefjord Golfklubb
- Sandnes Golfklubb
- Skei Golf
- Sola Golfklubb
- Solastranden Golfklubb
- Soon Golfklubb
- Sorknes Golf
- Stavanger Golfklubb
- Stiklestad Golfklubb
- Stjørdal Golfklubb
- Tjøme Golfklubb
- Tromsø Golfklubb
- Trysil Golfklubb
- Tyrifjord Golfklubb

### 9 holes
- Austrått Golfklubb
- Ballerud Golf
- Bamble Golfklubb
- Bergen Golfklubb
- Bjørnefjorden Golfklubb
- Bodø Golfklubb
- Egersund Golfklubb
- Eidskog Golfklubb
- Eiker Golfklubb
- Fet Golfklubb
- Geilo IL in Buskerud
- Gjøvik & Toten Golfklubb
- Grønmo Golfklubb, Oslo
- Groruddalen Golfklubb, Oslo
- Hafjell Golfklubb
- Hallingdal Golfklubb
- Harstad Golfklubb
- Hitra Golfklubb
- Jæren Golfklubb
- Karmøy Golfklubb
- Lommedalen Golfklubb
- Mandal Golfklubb
- Modum Golfklubb
- North Cape Golfclub
- Ogna Golfklubb
- Sande Golfklubb
- Valdres Golfklubb, 15 holes
- Vestlia Resort

### Minder dan 9 holes
- Hammerfest og Kvalsund Golfklubb
- Imjelt Pitch & Putt AS
- Rjukan Golfklubb, 6 holes

Zie ook de Lijst van golfers uit Noorwegen, die internationale toernooien spelen.